# Škrile
Škrile je pogranično naselje u Hrvatskoj u sastavu Grada Buja. Nalazi se u Istarskoj županiji. 
Ime na talijanskom jeziku je Scrile.

## Upravna organizacija
Ne pojavljuje se na popisima 2001. ni 2011., ali spominju ga Službene novine Grada Buja br. 08/12 - 27. kolovoza 2012. i Zakon o područjima županija, gradova i općina u Republici Hrvatskoj.

## Zemljopis
Nalazi se južno od rijeke Dragonje, sjeverozapadno od Plovanije, zapadno od Velog Mlina, Bužina i Škudelina, prema prostornom planu Grada Buja. Samo naselje Kanedo koje je dio Škrila nalazi se zapadnije prema Sv. Mariji na Krasu. S druge strane granice, u Sloveniji na sjeverozapadu nalazi se Strojbe, a sjeverno s druge strane granice Mlini te dalje na sjeveru Sečovlje.